# Christantus Uche
Christantus Ugonna Uche (Owerri, 19 maggio 2003) è un calciatore nigeriano, centrocampista o attaccante del Getafe.

## Caratteristiche tecniche
Centrocampista dal fisico imponente, molto bravo nel gioco aereo, è abile tecnicamente e in possesso di una buona visione di gioco; può essere impiegato anche come centravanti.

## Carriera

### Club
È arrivato in Spagna nel novembre del 2022, tesserato dal Moralo, club militante in Tercera Federación; inizialmente aggregato alla seconda squadra del club biancoverde, nel gennaio del 2023 inizia a giocare in prima squadra. Il 15 luglio seguente si trasferisce al Ceuta; messosi in mostra con il club bianconero, nel febbraio del 2024 raggiunge un accordo con il Getafe, che diventa definitivo il 13 giugno, con il giocatore che firma un quadriennale con gli Azulones.
Il 15 agosto, al debutto in Primera División, segna la rete del pareggio nell'incontro terminato 1-1 contro l'Athletic Bilbao.

### Nazionale
Viene convocato per la prima volta in nazionale maggiore per le gare del torneo amichevole Unity Cup del 28 e 31 maggio 2025, esordendo nella seconda gara, la finale del torneo vinta 4 - 5 contro la Giamaica ai tiri di rigore, nella quale segna il rigore decisivo.

## Statistiche

### Presenze e reti nei club
Statistiche aggiornate al 31 maggio 2025.
| Stagione        | Squadra         | Campionato      | Campionato | Campionato | Coppe nazionali | Coppe nazionali | Coppe nazionali | Coppe continentali | Coppe continentali | Coppe continentali | Altre coppe | Altre coppe | Altre coppe | Totale | Totale |
| Stagione        | Squadra         | Comp            | Pres       | Reti       | Comp            | Pres            | Reti            | Comp               | Pres               | Reti               | Comp        | Pres        | Reti        | Pres   | Reti   |
| --------------- | --------------- | --------------- | ---------- | ---------- | --------------- | --------------- | --------------- | ------------------ | ------------------ | ------------------ | ----------- | ----------- | ----------- | ------ | ------ |
| gen.-giu. 2023  | Moralo          | TF              | 11+3       | 0          | -               | -               | -               | -                  | -                  | -                  | -           | -           | -           | 14     | 0      |
| 2023-2024       | Ceuta           | PF              | 34+2       | 0          | -               | -               | -               | -                  | -                  | -                  | -           | -           | -           | 36     | 0      |
| 2024-2025       | Getafe          | PD              | 33         | 4          | CR              | 5               | 0               | -                  | -                  | -                  | -           | -           | -           | 38     | 4      |
| Totale carriera | Totale carriera | Totale carriera | 78+5       | 4          |                 | 5               | 0               |                    | -                  | -                  |             | -           | -           | 88     | 4      |

### Cronologia presenze e reti in nazionale
| Cronologia completa delle presenze e delle reti in nazionale ― Nigeria | Cronologia completa delle presenze e delle reti in nazionale ― Nigeria | Cronologia completa delle presenze e delle reti in nazionale ― Nigeria | Cronologia completa delle presenze e delle reti in nazionale ― Nigeria | Cronologia completa delle presenze e delle reti in nazionale ― Nigeria | Cronologia completa delle presenze e delle reti in nazionale ― Nigeria | Cronologia completa delle presenze e delle reti in nazionale ― Nigeria | Cronologia completa delle presenze e delle reti in nazionale ― Nigeria |
| Data                                                                   | Città                                                                  | In casa                                                                | Risultato                                                              | Ospiti                                                                 | Competizione                                                           | Reti                                                                   | Note                                                                   |
| ---------------------------------------------------------------------- | ---------------------------------------------------------------------- | ---------------------------------------------------------------------- | ---------------------------------------------------------------------- | ---------------------------------------------------------------------- | ---------------------------------------------------------------------- | ---------------------------------------------------------------------- | ---------------------------------------------------------------------- |
| 31-5-2025                                                              | Brentford                                                              | Giamaica                                                               | 2 – 2 (4 – 5 dtr)                                                      | Nigeria                                                                | Amichevole                                                             | -                                                                      | 75’                                                                    |
| 6-6-2025                                                               | Mosca                                                                  | Russia                                                                 | 1 – 1                                                                  | Nigeria                                                                | Amichevole                                                             | -                                                                      | 76’                                                                    |
| Totale                                                                 |                                                                        | Presenze                                                               | 2                                                                      |                                                                        | Reti                                                                   | 0                                                                      |                                                                        |